# سیناریزین
سیناریزین (به انگلیسی: Cinnarizine) یک آنتی هیستامین و مسدودکنندهٔ کانال کلسیمی از گروه دی فنیل متیل پیپرازین است.
این ترکیب شامل :گروهی کربن، نیتروژن و هیدروژن است که با پیوند اشتراکی (کووالانسی) به یکدیگر پیوند دارند.
سیناریزین برای اولین بار به عنوان R1575 توسط جانسن فارماسیوتیکا در سال ۱۹۵۵ نام‌گذاری شده است. نام غیر اختصاصی آن از جانشین سینامیل بر روی یکی از اتم‌های نیتروژن گرفته شده است که با پایان عمومی "-rizine" برای "آنتی هیستامین ها/مغزی (یا مجاری محیطی) ترکیب شده است. این دارو در ایالات متحده یا کانادا در دسترس نیست. همچنین به عنوان یکی از پرمصرف‌ترین داروها برای دریازدگی در نیروی دریایی سلطنتی بریتانیا ذکر شده است. سیناریزین یک داروی آنتی‌هیستامینی خواب‌آور یا آرامش‌بخش است که با نام تجاری Sturgeon عرضه می‌شود. این داروی آنتی‌هیستامینی در دسته مسدودکننده‌های کانال کلسیم از گروه دی فنیل متیل پیپرازین قرار می‌گیرد و می‌تواند حالت تهوع، استفراغ و سرگیجه را تسکین دهد. در موارد مختلفی از این دارو برای از بین بردن حس سرگیجه، تهوع و استفراغ استفاده می‌شود. 

## موارد مصرف
سیناریزین برای کنترل علائم وستیبولار با منشأ محیطی و مرکزی، اختلالات لابیرنت گوش شامل: سرگیجه، وزوز گوش، نیستاگموس، حساسیت (فصلی و غیر فصلی)، تهوع و استفراغ، پیشگیری از بیماری مسافرت و به عنوان درمان کمکی در کنترل علائم بیماری‌های شریان محیطی مانند سندرم‌رینود تجویز می‌شود و در بیماری منییر استفاده می‌شود. همچنین تجویز آن جهت تهوع و استفراغ سفری بسیار متداول است.

## مکانیسم اثر
با بلوک گیرندهٔ نوع یک هیستامین کار می‌کند. همچنین سیناریزین با مهار کانال‌های کلسیمی و انقباض سلول‌های ماهیچه صاف عروقی را مهار می‌کند. این دارو فعالیت سیستم وستیبولار را مهار می‌کند.

## عوارض جانبی
خواب‌آلودگی، خشکی دهان، تاری دید، بثورات جلدی، خستگی، سردرد و اختلالات گوارشی از عوارض‌جانبی دارو هستند.

## بارداری و شیردهی
داروی سیناریزین، به دلیل خاصیت مسدودکنندگی کانال کلسیم از بازار دارویی ایالات متحده و کانادا جمع‌آوری شده است. اما هنوز به‌طور گسترده در مکزیک و اروپا تجویز می‌شود. هیچ اثر تراتوژنی با استفاده از سیناریزین در مطالعات پیش بالینی گزارش نشده است و همچنین ایمنی سیناریزین نیز در زنان باردار یا شیرده در مطالعات بالینی ثابت نشده است بنابراین سیناریزین باید در دوران بارداری فقط زیر نظر پزشک و در صورتی استفاده شود که فواید درمانی، خطرات احتمالی برای جنین را توجیه کند. در استرالیا سیناریزین برای زنان باردار مجاز است. در ویراست پیشین کتاب داروهای بارداری بریگز (ویرایش نهم سال ۲۰۱۱) به این نکته اشاره شده بود که باتوجه به اینکه سیناریزین در خانواده داروی مکلیزین قرار دارد، با بارداری سازگار است که پس از جمع‌آوری سیناریزین از بازار دارویی آمریکا این مطلب از کتاب حذف گردید. برخی پژوهشگران معتقدند دوزهای بالای داروی سیناریزین در بارداری به دلیل اثرات تراتوژنیک روی جنین منع مصرف دارد. سیناریزین در انگلستان به صورت بدون نسخه قابل مصرف است ولی خدمات ملی بهداشت انگلیس مصرف آن را برای زنان باردار توصیه نمی‌کند.
از آنجایی که هیچ اطلاعاتی در مورد ترشح سیناریزین در شیر مادر وجود ندارد، زنان شیردهی که سیناریزین استفاده می‌کنند بهتر است از شیردهی به کودک شان خودداری کنند.